# Nigel Whitehouse
Nigel Whitehouse, né le 18 décembre 1961 est un arbitre international gallois de rugby à XV.
Il est un sergent dans la police du sud du pays de Galles, responsable de la sécurité sur les routes et de la circulation et ce depuis 20 ans.

## Carrière
Nigel Whitehouse a arbitré son premier match international le 18 avril 1998.
Il a arbitré deux matchs du tournoi des six nations (au 30-07-06).
Il se retire de la scène internationale après avoir arbitré l'historique Irlande-Angleterre à Croke Park le 24 février 2007.

## Palmarès
- 17 matchs internationaux (au 30 juillet 2006)